# Frank malijski
Frank malijski – jednostka monetarna w Republice Mali w latach 1962–1984. 
Została wprowadzona po odzyskaniu niepodległości, emitowana od 1 lipca 1962 r. Dzieliła się na 100 centymów. Centralny Bank Mali emitował monety 5-, 10-, 25-, 50- i 100-frankowe oraz banknoty 100-, 500-, 1 000-, 5 000- i 10 000-frankowe. 
Zastąpiony frankiem CFA.